# حزب الصليب المسهم
حزب الصليب المُسهّم ((بالمجرية: Nyilaskeresztes Párt – Hungarista Mozgalom)‏ ، حرفيا كانت «حركة الصليب المُسهم الحزب الهنجاري»، يختصر NYKP) وهو حزب هنجاري يميني متطرف بقيادة فيرينتس سالاشي، التي شكلت حكومة في المجر المعروفة باسم حكومة الوحدة الوطنية. كانوا في السلطة في الفترة من 15 أكتوبر 1944 إلى 28 مارس 1945. خلال حكمها القصير، قُتل ما بين عشرة إلى خمسة عشر ألف مدني (كثير منهم من اليهود والرومانيين)، وتم ترحيل 80,000 شخص من المجر إلى معسكرات الاعتقال المختلفة في النمسا. بعد الحرب، حوكم سالاشي وقادة حزب الصليب المسهم الآخرين كمجرمي حرب من قبل المحاكم الهنغارية.

## التشكيل

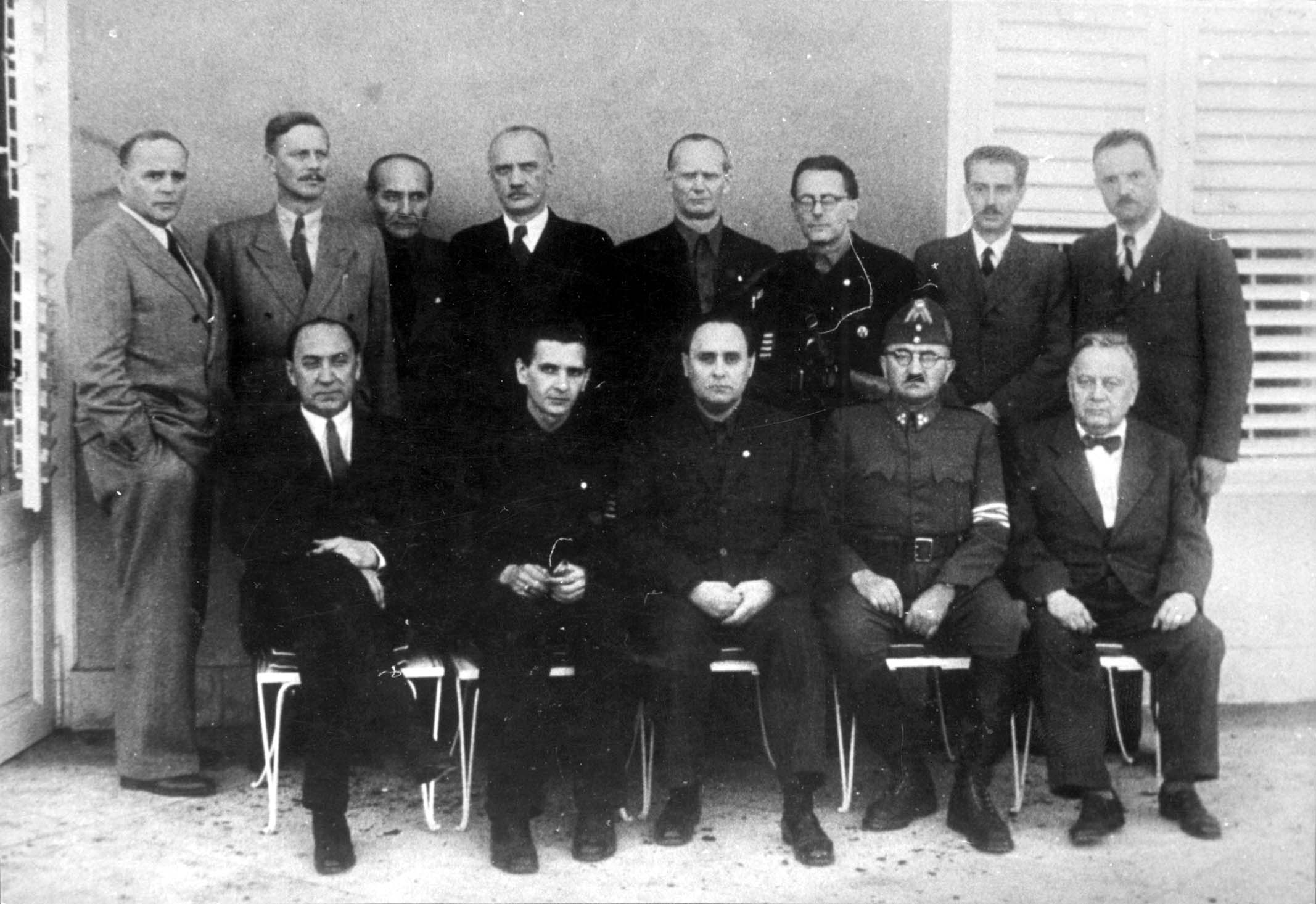
وزراء حكومة حزب الصليب المسهم. فيرينتس سالاشي في منتصف الصف الأمامي.

تكون أسس حزب فيرينتس سالاشي في عام 1935 باسم حزب الإرادة الوطنية. تعود أصولها إلى الفلسفة السياسية للمتطرفين المؤيدين لألمانيا مثل جيولا جومبوس، الذي صاغ مصطلح «الاشتراكية القومية» في عشرينيات القرن الماضي. حُظر الحزب في عام 1937 ولكن أعيد تشكيله في عام 1939 باسم حزب الصليب المسهم Arrow Cross Party ، وشُكل بشكل صريح على غرار الحزب النازي الألماني، على الرغم من أن سالاشي غالبًا ما انتقد بشدة النظام النازي لألمانيا. من الواضح أن أيقونية الحزب مستوحاة من أيقونات النازيين. كان شعار صليب مُسهّم رمزًا قديمًا لقبائل المجرية التي استقرت في المجر، مما يشير إلى النقاء العرقي للهنغاريين بنفس الطريقة التي قصد بها الصليب المعقوف النازي للإشارة إلى النقاء العرقي للآريين. يشير رمز صليب السهم أيضًا إلى الرغبة في إبطال معاهدة تريانون، وتوسيع الدولة المجرية في جميع الاتجاهات الأساسية حتى الحدود السابقة لمملكة المجر.

## الأيديولوجية
كانت أيديولوجية الحزب مشابهة لأيديولوجية النازية أو الفاشية  والطورانية المجرية مجتمعةٌ، والتي أطلق عليها فيرينتس سالاشي «المجرية». لقد جمعت بين القومية، وتعزيز الزراعة، ومعاداة الرأسمالية، ومعاداة الشيوعية، ونوع خاص من معاداة السامية. في سلسلة من أربعة كتب عن المجر، ميز سالاشي بين مُعاداة السامية المُتطرفة، التي دعت إلى مجتمع غائب تمامًا عن اليهود، ومعاداة السامية، التي كما قال، ستسمح اسمياً لليهود بالوجود في مُجتمع مُعين مع حقوق محدودة. وقال إن مُعاداة السامية المُتطرفة لا تعارض وجود اليهود في حد ذاتها، ولكنها تعتبر وجودهم غير متوافق مع المجتمع الأوروبي. وسع سالاشي هذه الحجة إلى العرب أيضًا، وإلى العرق السامي بأكمله. عارض الحزب وزعيمه في الأصل الطموحات الجيوسياسية الألمانية، لذلك كان هتلر بطيئًا في قبول ارتباط سالاشي ، ودعم الحركات القومية داخل أراضيها التاريخية ومجالات نفوذها على أساس الأدلة التاريخية على الهيمنة الثقافية. كان هذا المفهوم غير واضحاً جيدًا من قبل الألمان والقومية المشتركة والأممية، وتعاون الحركات القومية. وبالتالي، اعتبر الحزب اليهود من الناحية العرقية والدينية على أنهم غير قادرين على الاندماج في أي مجتمع خارج مكان وثقافة أصولهم التاريخية. على الرغم من أن حزب صليب المسهم كان بالتأكيد أكثر عنصرية بكثير من النظام هورثي، إلا أنه لا يزال مختلفًا عن الحزب النازي الألماني. كما أنه كان أكثر راديكالية من الناحية الاقتصادية من الحركات الفاشية الأخرى، حيث دعا إلى بعض حقوق العمال وإصلاح الأراضي.

## في الحُكم
في أكتوبر 1944، تفاوض هورثي على وقف إطلاق النار مع السوفييت وأمر القوات المجرية بإلقاء أسلحتهم. ردا على ذلك، أطلقت ألمانيا النازية عملية بانزر فاوست السرية التي أخذت هورثي إلى «الحجز الوقائي» في ألمانيا وأجبرته على التنازل عن العرش. عُيِّن سالاشي «زعيم الأمة» ورئيسًا للوزراء في «حكومة الوحدة الوطنية» في نفس اليوم.
كانت القوات السوفيتية والرومانية بعلاقة جيدة مع الحكومة المجرية بحلول ذلك الوقت. ونتيجة لذلك، اقتصرت سلطتها على نطاق ضيق باستمرار من الأراضي حول بودابست. ومع ذلك كان حكمهم وحشيًا. حيث قتلت فرق الموت التابعة لهم ما يصل إلى 38,000 يهودي مجري في أقل من ثلاثة أشهر. ساعد ضباط أدولف ايخمان حزب الصليب المسهم على إعادة بدء عمليات الترحيل التي تم إجلاء يهود بودابست منها، حيث أرسلوا ما يقرب من 80,000 يهودي خارج المدينة للعمل بالسخرة ومنهم أُرسل مباشرة إلى معسكرات الموت. في الواقع، كان جميع اليهود الذكور في سن التجنيد يخدمون بالفعل كعبيد في كتائب العمل التابعة للجيش المجري. مات معظمهم، بما في ذلك العديد ممن قُتلوا أثناء عودتهم إلى ديارهم بعد انتهاء القتال.
وصلت قوات الجيش الأحمر إلى ضواحي المدينة في ديسمبر 1944، وبدأت معركة بودابست. ربما تآمر أعضاء حزب الصليب السهم والألمان لتدمير الحي اليهودي في بودابست ولكن لا يزال هناك خلاف حول أي دليل. قبل أيام من فراره، أمر وزير الداخلية في حزب الصليب المسهم، غابور فاجنا، بإعادة تسمية الشوارع والساحات التي تحمل اسم اليهود.
مع ضعف السيطرة على مؤسسات المدينة، قام الصليب المسهم بأستهداف المناطق التي لا حول لها ولا قوة، بما في ذلك المرضى في مستشفيين يهوديين في المدينة في شارع ماروس وميدان بيتلين، والنساء والأطفال الباقين، والمقيمين في بيت فقير يهودي على طريق ألما. مع انهيار النظام، واصل أعضاء الصليب المسهم هجماتهم على اليهود حتى تم إنقاذ غالبية يهود بودابست فقط من خلال الجهود لحفنة من القادة اليهود والدبلوماسيين الأجانب، المعروفين الآن بالسويدية راؤول والنبرغ وأنجيلو روتا والقنصل السويسري كارل لوتز، القنصل الإسباني أنخيل سانز بريز وتاجر الماشية الإيطالي جورجيو بيرلاسكا.
سقطت حكومة الصليب المسهم فعليًا في نهاية يناير 1945، عندما استولى الجيش السوفيتي على بست وتراجعت قوات المحور عبر نهر الدانوب إلى بودا. هرب سالاشي من بودابست في 11 ديسمبر 1944، آخذًا معه التاج الملكي المجري، بينما واصل أعضاء الصليب المسهم والقوات الألمانية القتال في حراسة خلفية في أقصى غرب المجر حتى نهاية الحرب في أبريل 1945.

## ما بعد الحرب
قُبض على العديد من قادة الصليب المسهم وحوكموا بتهمة ارتكاب جرائم حرب وتم تقديم ما لا يقل عن 6200 لائحة اتهام بارتكاب جرائم قتل ضد رجال الصليب المسهم في غضون بضعة أشهر فقط.
أُعدام بعض مسؤولي الصليب المسهم، بما في ذلك سالاشي. وعُثر على عضواً سابقاً رفيع المستوى، لاجوس بولغار، في ملبورن بأستراليا. لكنه توفي لأسباب طبيعية في يوليو من ذلك العام بعد إسقاط قضية جرائم الحرب ضده.
عادت أيديولوجية الصليب المسهم إلى الظهور إلى حد ما في السنوات الأخيرة، حيث برزت جمعية الرفاه الهنغارية الفاشية الجديدة، ولكن «الهنغارية» لا تزال عنصرًا هامشيًا في العصر الحديث. تم حل السياسة المجرية، ومؤسسة الرفاه الهنغارية منذ ذلك الحين.